# Ziegenried
Das Naturschutzgebiet Ziegenried liegt im Ilm-Kreis in Thüringen nordöstlich der Kernstadt Plaue. Westlich fließt die Gera und verläuft die Landesstraße L 3004.

## Bedeutung
Das 152,2 ha große Gebiet mit der Kennung 077 wurde im Jahr 1999 unter Naturschutz gestellt. Es handelt sich um „ein großes Kalkquellmoor, das zu den bedeutendsten in Thüringen zählt. […] Bemerkenswert ist das Vorkommen von etwa 30 Exemplaren einer Hybride von Flaum- und Trauben-Eiche in einem Eichenniederwald.“